# Conversazione (programma televisivo)
Conversazione è un programma televisivo italiano di genere talk show, in diretta su RaiPlay e disponibile sulla stessa piattaforma dal 2024. Il programma, prodotto da Rai Contenuti Digitali e Transmediali, è ideato da Giovanni Benincasa, già autore per la stessa struttura editoriale de La conferenza stampa programma anch'esso con un ospite al centro di ogni puntata.

## Descrizione
Il programma, definito dall'ideatore “Programmino da Camera”, consiste in uno spazio di 20 minuti, esteso in durata in occasione di Sanremo Edition 2025, in cui un ospite famoso, ripreso a camera fissa, è alle prese con le telefonate in diretta del pubblico da casa; una Voce Fuori Campo (lo stesso Giovanni Benincasa) è il moderatore delle conversazioni: se la telefonata non è interessante e non tiene alto il livello del dialogo, si passa a quella successiva.
Il programma termina con la sigla e la promessa "non facciamo che ci perdiamo".
Per dieci puntate, fra la 24ª e la 35ª, le dirette si spostano da Roma (studio del TgR Lazio a Saxa Ruba) al centro di produzione Rai di Napoli con protagonisti gli attori della soap opera Un posto al sole. Alcuni episodi si connotano come "edizioni speciali" richiamando format radiofonici o televisivi come le dediche ed i TG.
La slot 2024 della prima stagione termina con l'episodio 40 il 20 dicembre 2024. Conversazione riparte nel 2025 con puntate da Sanremo in occasione del Festival di Sanremo 2025 dal 10 al 15 febbraio alle ore 17, sempre in diretta su RaiPlay  per poi riprendere da Roma il 4 Marzo 2025.
La prima stagione si chiude il 18 Aprile 2025.

### Ospiti
Protagonista di ogni puntata, insieme al pubblico da casa, è un ospite proveniente dal mondo dello spettacolo e dell'intrattenimento spaziando fra televisione, radio, musica, giornalismo, cinema, teatro, comicità e web. L'ospite liberamente risponde alle domande poste per telefono. Dieci episodi, fra il 24º ed il 35º, danno vita allo "Speciale UPAS" ospitando il cast della soap opera Un posto al sole. Dall'episodio 41 prende il via lo speciale "Sanremo Edition 2025" con ospiti i protagonisti della kermesse musicale.

## Episodi
| Stagione             | Episodi | Protagonisti                       | Messa in onda               |
| -------------------- | ------- | ---------------------------------- | --------------------------- |
| Stagione 1 2024/2025 | 1       | Massimo Ghini                      | 28 ottobre 2024             |
| Stagione 1 2024/2025 | 2       | Valerio Lundini                    | 29 ottobre 2024             |
| Stagione 1 2024/2025 | 3       | Rosita Celentano                   | 30 ottobre 2024             |
| Stagione 1 2024/2025 | 4       | Pierluigi Pardo                    | 31 ottobre 2024             |
| Stagione 1 2024/2025 | 5       | Carlo Conti                        | 1 novembre 2024             |
| Stagione 1 2024/2025 | 6       | Andrea Delogu                      | 4 novembre 2024             |
| Stagione 1 2024/2025 | 7       | Simone "Cicalone" Ruzzi            | 5 novembre 2024             |
| Stagione 1 2024/2025 | 8       | Nino Frassica                      | 6 novembre 2024             |
| Stagione 1 2024/2025 | 9       | Frank Matano                       | 7 novembre 2024             |
| Stagione 1 2024/2025 | 10      | Edoardo Ferrario                   | 8 novembre 2024             |
| Stagione 1 2024/2025 | 11      | Stefano Fresi                      | 11 novembre 2024            |
| Stagione 1 2024/2025 | 12      | Pilar Fogliati                     | 12 novembre 2024            |
| Stagione 1 2024/2025 | 13      | Paolo Calabresi                    | 13 novembre 2024            |
| Stagione 1 2024/2025 | 14      | Fabrizio Biggio                    | 14 novembre 2024            |
| Stagione 1 2024/2025 | 15      | Enzo Salvi                         | 15 novembre 2024            |
| Stagione 1 2024/2025 | 16      | Massimiliano Ossini                | 18 novembre 2024            |
| Stagione 1 2024/2025 | 17      | Michela Giraud                     | 19 novembre 2024            |
| Stagione 1 2024/2025 | 18      | Enrico Mentana                     | 20 novembre 2024            |
| Stagione 1 2024/2025 | 19      | Stefano Rapone                     | 21 novembre 2024            |
| Stagione 1 2024/2025 | 20      | Maurizio Lastrico                  | 22 novembre 2024            |
| Stagione 1 2024/2025 | 21      | Lillo                              | 25 novembre 2024            |
| Stagione 1 2024/2025 | 22      | Fulminacci                         | 26 novembre 2024            |
| Stagione 1 2024/2025 | 23      | Dediche Edition Andrea Perroni     | 27 novembre 2024            |
| Stagione 1 2024/2025 | 24-30   | Speciale U.P.A.S. Un posto al sole | 28 novembre-6 dicembre 2024 |
| Stagione 1 2024/2025 | 31      | Federico Cesari                    | 9 dicembre 2024             |
| Stagione 1 2024/2025 | 32      | Brenda Lodigiani                   | 10 dicembre 2024            |
| Stagione 1 2024/2025 | 33-35   | Speciale U.P.A.S. Un posto al sole | 11-13 dicembre 2024         |
| Stagione 1 2024/2025 | 36      | TG Edition Alessio Viola           | 16 dicembre 2024            |
| Stagione 1 2024/2025 | 37      | Emanuela Fanelli                   | 17 dicembre 2024            |
| Stagione 1 2024/2025 | 38      | Tommaso Paradiso                   | 18 dicembre 2024            |
| Stagione 1 2024/2025 | 39      | Angelo Pintus                      | 19 dicembre 2024            |
| Stagione 1 2024/2025 | 40      | Riccardo Rossi                     | 20 dicembre 2024            |
| Stagione 1 2024/2025 | 41-46   | Sanremo Edition 2025               | 10-15 febbraio 2025         |
| Stagione 1 2024/2025 | 47      | Matteo Paolillo                    | 4 marzo 2025                |
| Stagione 1 2024/2025 | 48      | Flavia Vento                       | 5 marzo 2025                |
| Stagione 1 2024/2025 | 49      | Tiberio Timperi                    | 6 marzo 2025                |
| Stagione 1 2024/2025 | 50      | Massimo Lopez                      | 7 marzo 2025                |
| Stagione 1 2024/2025 | 51      | Giovanni Vernia                    | 11 marzo 2025               |
| Stagione 1 2024/2025 | 52      | Giacomo Ferrara                    | 12 marzo 2025               |
| Stagione 1 2024/2025 | 53      | Maurizio Mattioli                  | 13 marzo 2025               |
| Stagione 1 2024/2025 | 54      | Nancy Brilli                       | 14 marzo 2025               |
| Stagione 1 2024/2025 | 55      | Aurora Leone                       | 18 marzo 2025               |
| Stagione 1 2024/2025 | 56      | Beatrice Arnera                    | 19 marzo 2025               |
| Stagione 1 2024/2025 | 57      | Giobbe Covatta                     | 20 marzo 2025               |
| Stagione 1 2024/2025 | 58      | Paolo Ruffini                      | 21 marzo 2025               |
| Stagione 1 2024/2025 | 59      | Giampaolo Morelli                  | 25 marzo 2025               |
| Stagione 1 2024/2025 | 60      | Peppe Iodice                       | 26 marzo 2025               |
| Stagione 1 2024/2025 | 61      | Vincenzo De Lucia                  | 27 marzo 2025               |
| Stagione 1 2024/2025 | 62      | Giovanni Minoli                    | 28 marzo 2025               |
| Stagione 1 2024/2025 | 63      | Giovanni Esposito                  | 1 Aprile 2025               |
| Stagione 1 2024/2025 | 64      | Giulia Penna                       | 2 Aprile 2025               |
| Stagione 1 2024/2025 | 65      | Tommaso Cassissa                   | 3 Aprile 2025               |
| Stagione 1 2024/2025 | 66      | Ema Stokholma                      | 4 Aprile 2025               |
| Stagione 1 2024/2025 | 67      | Eleonora De Luca                   | 8 Aprile 2025               |
| Stagione 1 2024/2025 | 68      | Lele Adani                         | 9 Aprile 2025               |
| Stagione 1 2024/2025 | 69      | Enrico Borello                     | 10 Aprile 2025              |
| Stagione 1 2024/2025 | 70      | Valerio Lundini                    | 11 Aprile 2025              |
| Stagione 1 2024/2025 | 71      | Gabriele Vagnato                   | 15 Aprile 2025              |
| Stagione 1 2024/2025 | 72      | Ariete                             | 16 Aprile 2025              |
| Stagione 1 2024/2025 | 73      | Valentina Romani                   | 17 Aprile 2025              |
| Stagione 1 2024/2025 | 74      | Antonio Rezza                      | 18 Aprile 2025              |

### Episodi Speciale U.P.A.S.
Durante questi episodi dedicati ai protagonisti della soap opera Un posto al sole, se l'ospite, il pubblico al telefono o la Voce Fuori Campo, pronuncia "Un posto al Sole", scattano alcuni secondi della musica della sigla di U.P.A.S., spesso accompagnati dall'ospite che esegue una girata analoga a quella in cui si presenta nella sigla della soap. Gli episodi 27 e 34 hanno segnato il record di ripetizioni; in tabella il numero di ripetizioni della sigla per ogni puntata.
| Stagione                      | Episodi | Protagonisti                           | Ripetizioni Sigla | Messa in onda    |
| ----------------------------- | ------- | -------------------------------------- | ----------------- | ---------------- |
| U.P.A.S. Stagione 1 2024/2025 | 24      | Samuele Cavallo                        | 8                 | 28 novembre 2024 |
| U.P.A.S. Stagione 1 2024/2025 | 25      | Gina Amarante                          | 6                 | 29 novembre 2024 |
| U.P.A.S. Stagione 1 2024/2025 | 26      | Vladimir Randazzo                      | 9                 | 2 dicembre 2024  |
| U.P.A.S. Stagione 1 2024/2025 | 27      | Giorgia Gianetiempo                    | 15                | 3 dicembre 2024  |
| U.P.A.S. Stagione 1 2024/2025 | 28      | Riccardo Polizzy Carbonelli            | 9                 | 4 dicembre 2024  |
| U.P.A.S. Stagione 1 2024/2025 | 29      | Patrizio Rispo                         | 14                | 5 dicembre 2024  |
| U.P.A.S. Stagione 1 2024/2025 | 30      | Miriam Candurro e Michelangelo Tommaso | 7                 | 6 dicembre 2024  |
| U.P.A.S. Stagione 1 2024/2025 | 33      | Antonella Prisco e Cosimo Alberti      | 11                | 11 dicembre 2024 |
| U.P.A.S. Stagione 1 2024/2025 | 34      | Nina Soldano                           | 15                | 12 dicembre 2024 |
| U.P.A.S. Stagione 1 2024/2025 | 35      | Luca Turco                             | 8                 | 13 dicembre 2024 |

### Episodi Sanremo Edition 2025
In occasione del Festival di Sanremo 2025 dal 10 al 15 febbraio alle ore 17, Conversazione è in diretta su RaiPlay da Sanremo, dal ballatoio del Teatro Ariston, per offrire al pubblico da casa la possibilità di parlare con i protagonisti della kermesse. In questa edizione speciale alcune modifiche riguardano il tradizionale formato da 20 minuti che viene esteso ad oltre 40 minuti di diretta, la scenografia floreale, la dotazione di una seconda camera sull'ingresso del teatro e nuovi jingles. Sanremo Special Edition si chiude con il vincitore della sezione Sanremo Giovani Settembre.
| Stagione             | Episodi | Protagonisti | Messa in Onda    |
| -------------------- | ------- | --- | ---------------- |
| Sanremo Edition 2025 | 41      | Gabriele Corsi, Carlo Amleto | 10 Febbraio 2025 |
| Sanremo Edition 2025 | 42      | Ema Stokholma, Rocco Hunt | 11 Febbraio 2025 |
| Sanremo Edition 2025 | 43      | Stefano Rapone e Daniele Tinti, Noemi | 12 Febbraio 2025 |
| Sanremo Edition 2025 | 44      | Brenda Lodigiani, il cast di Mare Fuori: Domenico Cuomo, Giovanna Sannino, Maria Esposito, Giuseppe Pirozzi, Manuele Velo, Alfonso Capuozzo | 13 Febbraio 2025 |
| Sanremo Edition 2025 | 45      | Enrico Melozzi, Bianca Guaccero, Serena Brancale                                                                                            | 14 Febbraio 2025 |
| Sanremo Edition 2025 | 46      | Settembre | 15 Febbraio 2025 |

## Curiosità

### Jingles
Per comunicare il numero di telefono, sollecitare o commentare le chiamate, nel programma sono inseriti diversi jingle che gli autori mandano in onda in base allo svolgersi della conversazione in diretta e la cui varietà è andata arricchendosi durante la prima stagione.
- "0637722220" è il primo e più ricorrente jingle usato per ricordare il numero telefonico ed il cui tema fa anche da sottofondo alla trasmissione.
- "0637722220" versioni alternative 2024: swing, marcetta, tarantella napoletana, parlata, robotica, rock.
- "0637722220" nuove versioni 2025: (da Ep5 6) slow samba, lirica, ispirazione sarda, doo-wop, (da Ep 57) coro alpino, (da Ep 69) china style.
- Una dichiarazione d'amore al personaggio che ami.
- È stata proprio una bella telefonata; in tre versioni: ballad, trap partenopeo e napoletana contemporanea.
- Fate una telefonata, vi prego qui è uno strazio.
- Fate una chiamata per favore, questo silenzio non lo sopporto più.
- Ci sei piaciuto molto, è andata bene così.
- Ti sento a scatti, problemi di linea.
- L'astrologo di Raiplay.
- Dirò una cosa sconveniente, mi assumo le mie responsabilità. (da Sanremo Edition)
- C'è Carlo! (da Sanremo Edition)
- Chissà chi chiamerà? (da Sanremo Edition)

### Altre curiosità
Anche nel programma La conferenza stampa furono ospiti Carlo Conti, Lillo, Pilar Fogliati, Federico Cesari, Pierluigi Pardo, Emanuela Fanelli, Matteo Paolillo, Ariete e Valerio Lundini; curiosamente quest'ultimo è protagonista in entrambi i programmi dell'episodio 2.
Hanno partecipato due volte a Conversazione: Stefano Rapone, Brenda Lodigiani e Ema Stokholma (tutti in una puntata classica ed una Sanremo Edition), Valerio Lundini (l'unico ad avere due puntate classiche).